# 血脈 (美國電視劇)
《血脈》（英語：Bloodline）是一部美國驚悚劇情電視影集，由陶德·A·凱斯勒、格倫·凱斯勒和丹尼爾·澤爾曼創作，索尼影業電視製作，屬於Netflix原創節目。影集於2015年2月9日在第65屆柏林影展首映，第一季所有集數於2015年3月20日在Netflix平台上推出。
第一季獲得許多評論家的大力讚賞，其中部分評論家認為《血脈》在推出時是最好的Netflix原創節目，並稱讚其中的演員表現（特別是凱爾·錢德勒、班·曼德森和西西·史派克）、編劇、攝影以及導演。2015年3月31日，《血脈》正式確定將製作第二季，並在2016年推出。

## 大綱
《血脈》的故要主要圍繞在佛羅里達礁島群經營濱海飯店的雷本（Rayburn）家族的生活。當長子丹尼（Danny）為了慶祝父母45週年結婚回家時，他很快地為周遭的人帶來意料外的麻煩。在丹尼的犯罪行為曝光後，他威脅將要拖垮整個家族和他們的傳承血脈。

## 演員

### 主演
- 凱爾·錢德勒 飾 約翰·雷本（John Rayburn），家族中的次子；蒙羅郡警局的警探[3][7]
- 班·曼德森 飾 丹尼·雷本，家族中的長子，行事風格與家族其他成員格格不入[3]
- 琳達·卡迪林尼 飾 梅格·雷本（Meg Rayburn），家中年紀最小的女兒，是一位律師，並守護著家族的和平[3][8]
- 諾伯特·里奧巴茲 飾 凱文·雷本（Kevin Rayburn），家族中最年輕的兒子，行事衝動[3]
- 傑茜達·芭瑞特 飾 黛安娜·雷本（Diana Rayburn），約翰的妻子，經營植物溫室[3]
- 傑米·麥克夏恩 飾 艾瑞克·歐班農（Eric O'Bannon），丹迪的朋友，也是雀兒喜的兄長，正在假釋中[3]
- 安立奎·馬奇亞諾 飾 馬可·迪亞茲（Marco Diaz），梅格長期交往的伴侶，蒙羅郡警局的警探，也是約翰的搭擋
- 山姆·夏普德 飾 羅伯特·雷本（Robert Rayburn），家族中的大家長[3]
- 西西·史派克 飾 莎莉·雷本（Sally Rayburn），家族的女性大家長[3]

## 集數

### 第一季（2015年）
| 集數 | 標題     | 導演              | 編劇                                                                | 上線日期      |
| ---- | -------- | ----------------- | ------------------------------------------------------------------- | ------------- |
| 1    | 第一部   | 喬翰·瑞恩克       | 陶德·A·凱斯勒、格倫·凱斯勒、丹尼爾·澤爾曼                           | 2015年3月20日 |
| 2    | 第二部   | 喬翰·瑞恩克       | 劇本：傑夫·夏庫爾 故事：陶德·A·凱斯勒、格倫·凱斯勒、丹尼爾·澤爾曼   | 2015年3月20日 |
| 3    | 第三部   | 亞當·伯恩斯坦     | 劇本：強納森·葛萊茲 故事：陶德·A·凱斯勒、格倫·凱斯勒、丹尼爾·澤爾曼 | 2015年3月20日 |
| 4    | 第四部   | 陶德·A·凱斯勒     | 陶德·A·凱斯勒、格倫·凱斯勒、丹尼爾·澤爾曼                           | 2015年3月20日 |
| 5    | 第五部   | 珍·德·薩岡柴克    | 強納森·葛萊茲                                                       | 2015年3月20日 |
| 6    | 第六部   | 艾力克斯·葛雷夫斯 | 傑夫·夏庫爾                                                         | 2015年3月20日 |
| 7    | 第七部   | 泰特·唐納凡       | 艾德森·麥奎格                                                       | 2015年3月20日 |
| 8    | 第八部   | 丹·艾提亞斯       | 亞瑟·菲利普斯                                                       | 2015年3月20日 |
| 9    | 第九部   | 西蒙·塞蘭·瓊斯    | 強納森·葛萊茲                                                       | 2015年3月20日 |
| 10   | 第十部   | 麥克·莫里斯       | 卡特·哈里斯                                                         | 2015年3月20日 |
| 11   | 第十一部 | 艾德·畢安奇       | 亞瑟·菲利普斯                                                       | 2015年3月20日 |
| 12   | 第十二部 | 卡爾·富蘭克林     | 陶德·A·凱斯勒、格倫·凱斯勒、丹尼爾·澤爾曼                           | 2015年3月20日 |
| 13   | 第十三部 | 艾德·畢安奇       | 陶德·A·凱斯勒、格倫·凱斯勒、丹尼爾·澤爾曼                           | 2015年3月20日 |

## 評價

### 專業評價
各電視劇評人預先收到了《血脈》前三集的內容，並普遍給予了正面的評價；在Metacritic網站上，根據31篇評論，《血脈》獲得了滿分100中的75分。
其中數名劇評人給予《血脈》特別正面的評價。《Yahoo! TV》的肯·塔克稱之為「情緒峰迴路轉的作品⋯⋯值得花時間收看」。《華爾街日報》的朵蘿西·瑞賓諾維茲認為《血脈》具有「磁鐵般的吸引力」。《好萊塢報導》的大衛·魯尼表示本劇「是（來自Netflix）的另一部重量級作品，優秀的演員在佛羅里達礁島群的海濱天堂和陰暗沼澤演出慢火細熬的家庭劇情。」其他媒體也給予本劇強力的正面評價，包括《The A.V. Club》、《洛杉磯時報》、《紐約時報》、《費城詢問報》、《浮華世界》、《娛樂週刊》和《
舊金山紀事報》。《Cinema Blend》、《Decider》、《Badass Digest》和《富比士》皆認為《血脈》是當時最佳的Netflix原創作品。

### 獎項
| 年度   | 獎項             | 分類                                 | 獲得者                                | 結果 |
| ------ | ---------------- | ------------------------------------ | ------------------------------------- | ---- |
| 2015   | 影評人票選電視獎 | 最佳戲劇類影集男配角                 | 班·曼德森                             | 提名 |
| 2015   | 黃金時段艾美獎   | 最佳戲劇類影集男主角                 | 凱爾·錢德勒                           | 提名 |
| 2015   | 黃金時段艾美獎   | 最佳戲劇類影集男配角                 | 班·曼德森                             | 提名 |
| 2015   | 娛樂週刊獎       | 最佳戲劇類影集女配角                 | 西西·史派克                           | 提名 |
| 2015   | 阿提歐斯獎       | 電視戲劇類影集傑出選角成就           | 黛博拉·贊恩、蘿瑞·薇蔓、夏娜·馬克維茲 | 待定 |
| 2015   | 美國編劇工會獎   | 最佳新影集                           | 《血脈》                              | 待定 |
| 2016年 | 金球獎           | 電視劇、連續短劇與電視電影最佳男配角 | 班·曼德森                             | 待定 |

## 外部連結
- 互联网电影数据库（IMDb）上《血脈》的资料（英文）
- 豆瓣电影上《血脈》的資料 （简体中文）